# Шенандоа (Тексас)
Шенандоа (енгл. Shenandoah) град је у америчкој савезној држави Тексас. По попису становништва из 2010. у њему је живело 2.134 становника.

## Демографија
Према попису становништва из 2010. у граду је живело 2.134 становника, што је 631 (42,0%) становника више него 2000. године.
| Група             | 2000.         | 2010.         |
| Белци             | 1.331 (88,6%) | 1.760 (82,5%) |
| Афроамериканци    | 17 (1,1%)     | 76 (3,6%)     |
| Азијати           | 18 (1,2%)     | 67 (3,1%)     |
| Хиспаноамериканци | 110 (7,3%)    | 204 (9,6%)    |
| Укупно            | 1.503         | 2.134         |